# Tordères
Tordères (em catalão:  Torderes) é uma comuna francesa na região administrativa da Occitânia, no departamento dos Pirenéus Orientais. Estende-se por uma área de 9.91 km², e possui 172 habitantes, segundo o censo de 2018, com uma densidade de 17 hab/km².